# 海安号无防护巡洋舰
“海安”舰是一艘清朝海军所建造的蒸汽驱动无防护巡洋舰，原名“镇安”号。本舰是江南造船厂所设计建造的第一款巡洋舰，也是海安级无防护巡洋舰首舰，姊妹舰为“驭远”号。直到20世纪30年代，这两舰都是中国海军旗下的最大舰只。因经费不足，本舰最初被用作训练舰。后来在中法战争中曾预备作为封锁舰，在战争结束后作为一艘废船被废弃。

## 设计
“海安”号是海安级无防护巡洋舰的首舰。本舰由由江南造船厂为南洋水师所设计建造，是该厂建造的第一款巡洋舰。在1931年“平海”号轻巡洋舰建成归国之前，“海安”号与其姊妹舰“驭远”号是中国海军最大的舰只。
“海安”号排水量为2,630長噸（2,672公噸），是中国建造的首款超过2000吨的军舰。该舰舰体总长为300英尺（91.44），舷宽42英尺（13），平均吃水深21英尺（6.4）。其舰载推进系统由4座锅炉为1台1,750匹指示馬力（1,300千瓦特）2缸往复式发动机提供蒸汽驱动单轴暗轮。这使其巡航速度可达到12節（22每小時；14英里每小時）。此外本舰还安装了三根桅杆并配备了帆具装备，而其常规核定船员编制为372人。
本舰的武装最初包括2门安装在上层甲板的9英寸（229）前膛炮和安装在舷侧的24门70磅惠特沃斯舰炮。在随后的检修中，舷侧舰炮被更换为大小不一的克虏伯炮：上层甲板两门为8.2英寸（210），舷侧被更换为4门5.9英寸（150）炮和20门4.7英寸（119）炮。“海安”号最终的造价达到了318,717两，预算超支使其建成后并未立即投入使用。此外，由于在建造时使用了来自俄勒冈州和温哥华的劣质松木，使得本舰木质部分在使用了几个月后就已经出现了明显的腐烂迹象。

## 服役
“海安”号于1871年开建，1872年5月24日从江南造船厂下水，在该厂内生产编号为第5号。该舰最初被命名为“镇安”号，后被时任两江总督李宗羲在1874年2月1日改名为“海安”。1897年3月18日，本舰服役。入役后，“海安”号早年的大部分时间都被作为训练船。海安级两舰都以不适航而闻名。1876年，本舰曾赴日本进行巡游访问。翌年又护送中国首任驻日公使何如璋赴日本上任。1878年8、9月时，该舰被拖入江南造船厂进行维护。
在中法战争期间，“海安”号曾被准备作为封锁舰，以防法国海军攻击上海。彼时该舰被装满了石头，拖到黄浦江中一座暗礁里。由于法军最终没有发动对上海的袭击，战争结束后该舰就被拖回上海，并在几年后被当成废舰处理。

## 脚注

### 引文
1. 1 2 3 4 5 6  陈悦 2015，第68頁
2. 1 2 3 4  《中国舰艇工业历史资料丛书》编辑部 1994，第928頁
3. 1 2 3  陈悦 2015，第70頁
4. ↑  姜振寰 & 谢咏梅 2002，第243頁
5. 1 2 3 4 5 6 7 8 9 10  Wright 2000，第34頁.
6. 1 2 3 4 5 6  Chesneau & Kolesnik 1979，第395頁.
7. 1 2 3 4 5  Wright 2000，第35頁.
8. ↑  《中国舰艇工业历史资料丛书》编辑部 1994，第929頁
9. ↑  陈悦 2015，第68，70頁
10. 1 2 3 4  陈悦 2015，第70頁
11. ↑  Wright 2000，第63頁.
12. ↑  Wright 2000，第66頁.